# Championnats du monde de cyclo-cross 2011
Navigation
Édition précédente Édition suivante
Les championnats du monde de cyclo-cross 2011 ont eu lieu les 29 et 30 janvier 2011 à Saint-Wendel, en Allemagne.

## Organisation
Les championnats du monde sont organisés sous l'égide de l'Union cycliste internationale.
| samedi 29 janvier 2011 - 11h00 : Juniors - 14h00 : Moins de 23 ans | dimanche 30 janvier 2011 - 11h00 : Femmes élites - 14h00 : Hommes élites |

## Résultats

### Hommes
| Épreuves        | Or                         | Argent                  | Bronze                 |
| --------------- | -------------------------- | ----------------------- | ---------------------- |
| Élites          | Zdeněk Štybar Tchéquie     | Sven Nys Belgique       | Kevin Pauwels Belgique |
| Moins de 23 ans | Lars van der Haar Pays-Bas | Mike Teunissen Pays-Bas | Karel Hník Tchéquie    |
| Juniors         | Clément Venturini France   | Fabien Doubey France    | Loïc Doubey France     |

### Femmes
| Épreuves | Or                    | Argent                       | Bronze                 |
| -------- | --------------------- | ---------------------------- | ---------------------- |
| Élites   | Marianne Vos Pays-Bas | Katherine Compton États-Unis | Kateřina Nash Tchéquie |

## Classements

### Course masculine
| Pos.                               | Cycliste              | Pays      |    | Temps           |
| ---------------------------------- | --------------------- | --------- | -- | --------------- |
| Médaille d'or, Coupe du Monde      | Zdeněk Štybar         | Tchéquie  | en | 1 h 06 min 37 s |
| Médaille d'argent, Coupe du Monde  | Sven Nys              | Belgique  | +  | 18 s            |
| Médaille de bronze, Coupe du Monde | Kevin Pauwels         | Belgique  |    | 1 min 15 s      |
| 4.                                 | Francis Mourey        | France    |    | 1 min 16 s      |
| 5.                                 | Philipp Walsleben     | Allemagne |    | 1 min 18 s      |
| 6.                                 | Klaas Vantornout      | Belgique  |    | 1 min 23 s      |
| 7.                                 | Marco Aurelio Fontana | Italie    |    | 1 min 51 s      |
| 8.                                 | Bart Wellens          | Belgique  |    | 2 min 01 s      |
| 9.                                 | Christian Heule       | Suisse    |    | 2 min 03 s      |
| 10.                                | Tom Meeusen           | Belgique  |    | 2 min 03 s      |

### Course féminine
| Pos.                               | Cycliste                 | Pays       |    | Temps       |
| ---------------------------------- | ------------------------ | ---------- | -- | ----------- |
| Médaille d'or, Coupe du Monde      | Marianne Vos             | Pays-Bas   | en | 40 min 31 s |
| Médaille d'argent, Coupe du Monde  | Katherine Compton        | États-Unis | +  | 17 s        |
| Médaille de bronze, Coupe du Monde | Kateřina Nash            | Tchéquie   |    | 20 s        |
| 4.                                 | Hanka Kupfernagel        | Allemagne  |    | 42 s        |
| 5.                                 | Jasmin Achermann         | Suisse     |    | 1 min 10 s  |
| 6.                                 | Sanne van Paassen        | Pays-Bas   |    | 1 min 20 s  |
| 7.                                 | Christel Ferrier-Bruneau | France     |    | 1 min 42 s  |
| 8.                                 | Pauline Ferrand-Prévot   | France     |    | 1 min 42 s  |
| 9.                                 | Sanne Cant               | Belgique   |    | 2 min 00 s  |
| 10.                                | Sabine Spitz             | Allemagne  |    | 2 min 00 s  |

### Course moins de 23 ans
| Pos.                               | Cycliste          | Pays     |    | Temps       |
| ---------------------------------- | ----------------- | -------- | -- | ----------- |
| Médaille d'or, Coupe du Monde      | Lars van der Haar | Pays-Bas | en | 52 min 01 s |
| Médaille d'argent, Coupe du Monde  | Mike Teunissen    | Pays-Bas | +  | 1 s         |
| Médaille de bronze, Coupe du Monde | Karel Hník        | Tchéquie |    | 1 s         |
| 4.                                 | Matthieu Boulo    | France   |    | 3 s         |
| 5.                                 | Tijmen Eising     | Pays-Bas |    | 4 s         |
| 6.                                 | Wietse Bosmans    | Belgique |    | 7 s         |
| 7.                                 | Valentin Scherz   | Suisse   |    | 13 s        |
| 8.                                 | Joeri Adams       | Belgique |    | 24 s        |
| 9.                                 | Jimmy Turgis      | France   |    | 24 s        |
| 10.                                | Vincent Baestaens | Belgique |    | 30 s        |

### Course juniors
| Pos.                               | Cycliste               | Pays      |    | Temps       |
| ---------------------------------- | ---------------------- | --------- | -- | ----------- |
| Médaille d'or, Coupe du Monde      | Clément Venturini      | France    | en | 44 min 33 s |
| Médaille d'argent, Coupe du Monde  | Fabien Doubey          | France    | +  | 15 s        |
| Médaille de bronze, Coupe du Monde | Loïc Doubey            | France    |    | 15 s        |
| 4.                                 | Jakub Skála            | Tchéquie  |    | 36 s        |
| 5.                                 | Laurens Sweeck         | Belgique  |    | 37 s        |
| 6.                                 | Michael Vanthourenhout | Belgique  |    | 45 s        |
| 7.                                 | Dominic Zumstein       | Suisse    |    | 51 s        |
| 8.                                 | Silvio Herklotz        | Allemagne |    | 1 min 09 s  |
| 9.                                 | Vojtech Nipl           | Tchéquie  |    | 1 min 18 s  |
| 10.                                | Stan Godrie            | Pays-Bas  |    | 1 min 29 s  |

## Tableau des médailles
| Rang | Nation     | Or | Argent | Bronze | Total |
| ---- | ---------- | -- | ------ | ------ | ----- |
| 1    | Pays-Bas   | 2  | 1      | 0      | 3     |
| 2    | France     | 1  | 1      | 1      | 3     |
| 3    | Tchéquie   | 1  | 0      | 2      | 3     |
| 4    | Belgique   | 0  | 1      | 1      | 2     |
| 5    | États-Unis | 0  | 1      | 0      | 1     |